# Isole Karimata
Le isole Karimata (in indonesiano Kepulauan Karimata) sono un gruppo di isole non molto distanti dalla costa occidentale della parte indonesiana del Borneo e separate da Belitung dallo stretto di Karimata. Dal punto di vista amministrativo appartengono alla provincia di Kalimantan Occidentale.
Il gruppo è composto da un'isola più grande (Karimata, 179 km²) e da molte isole minori per una superficie totale di 222 km².
Sull'isola di Karimata ci sono due picchi montuosi, i cosiddetti «picco smussato» e «picco aguzzo», alti rispettivamente 1022 e 1034 m.